# Jean-Baptiste Joseph Delambre
Jean-Baptiste Joseph Delambre [žán batist žozef delámbr] (19. září 1749, Amiens – 19. srpna 1822, Paříž) byl francouzský astronom. Významně se podílel na stanovení metru jako základní jednotky délky a vypočetl dráhu planety Uran.

## Život a působení
Vystudoval literaturu a historii. Od roku 1771 působil jako soukromý učitel v rodině státního pokladníka M. d’Assy.
Roku 1780 ho jistý lékař seznámil s astronomií, pro niž se Delambre okamžitě nadchl. Přesvědčil poté D'Assyho, aby nechal postavit malou hvězdárnu (otevřena 1788). Jeho velkým vzorem se stal astronom Jérôme Lalande. Navštěvoval jeho přednášky a nakonec se stal i jeho asistentem a spolupracovníkem.
Roku 1790 získal cenu Francouzské akademie věd za obecnou teorii pohybu planet, v níž se pokusil zohlednit nedávno objevenou planetu Uran. Její dráhu vypočetl jako první.
Od roku 1792 se podílel na tzv. druhém stupňovém měření, při němž francouzští vědci měřili část poledníku mezi Dunkerque a Barcelonou. Delambrovi byl svěřen severní úsek Rodez–Dunkerque, jižní úsek pak Pierrovi Méchainovi. Do měření zasáhla francouzská revoluce, roku 1794 ho Výbor pro obecné blaho dokonce zakázal. Ale roku 1795 byl zákaz odvolán a měření roku 1799 úspěšně skončilo. Výsledky Delambre publikoval v práci Base du système métrique. Na základě měření byl stanoven metr jako základní jednotka délky (jakožto délka jedné desetimilióntiny zemského kvadrantu, tedy poloviny délky poledníku). To byl základní stavební kámen celé metrické soustavy.
Roku 1808 se Delambre přestěhoval na pařížské předměstí Saint-Germain, kde si postavil soukromou hvězdárnu. Učil též na Collége de France (od 1807 profesorem) a především napsal monumentální práci Dějiny astronomie, jejichž poslední šestý díl vyšel roku 1827.

## Spisy
- Abrégé de l'astronomie (Stručný přehled astronomie, 1813)
- Astronomie théoretique et pratique (Astronomie teoretická a praktická, 3 sv.,, 1814)
- Histoire de l'astronomie ancienne. (Dějiny starověké astronomie, 2 sv., 1817)
- Histoire de l'astronomie au moyen-âge. (Dějiny středověké astronomie, 1819)
- Histoire de l'astronomie moderne. (Dějiny moderní astronomie, 2 sv., 1821)
- Histoire de l'astronomie au 18e siècle, (Dějiny astronomie v 18. století, 1827)

## Ocenění
- 1787 zahraniční člen Pruské akademie věd
- 1791 fellow, Royal Society
- 1801 čestný člen Bavorské akademie věd
- 1803 člen American Philosophical Society
- 1810 čestný člen Ruské akademie věd
- 1822 člen American Academy of Arts and Sciences

Je jedním ze 72 významných mužů, jejichž jméno je zapsáno na Eiffelově věži v Paříži.